# Point Venture
Point Venture är en ort (village) i Travis County i Texas. Vid 2020 års folkräkning hade Point Venture 1260 invånare.